# Tobias Neumann (Synchronautor)
Tobias Neumann (* 27. Oktober 1980 in Hannover) ist ein deutscher Synchronautor. Er studierte Germanistik und Geschichte an der Leibniz Universität Hannover und arbeitet seit 2006 als Dialogbuchautor und Synchronregisseur. Seit 2011 ist er Mitglied im Synchronverband e. V. – Die Gilde.

## Synchronbücher (Auswahl)
- 2009: Zombieland
- 2010: R.E.D. – Älter, Härter, Besser (RED)
- 2010: The Fighter
- 2011: Green Lantern
- 2011: Conan
- seit 2011: American Horror Story (Fernsehserie)
- 2012: Ted
- 2013: R.E.D. 2 (RED 2)
- 2013: Die Monster Uni (Monsters University)
- 2014: RoboCop
- 2014: Transformers: Ära des Untergangs (Transformers: Age of Extinction)
- 2014: Teenage Mutant Ninja Turtles
- 2014–2015: True Detective (Fernsehserie)
- 2015: Mission: Impossible – Rogue Nation
- 2015: Ted 2
- 2016: Ghostbusters
- 2016: Phantastische Tierwesen und wo sie zu finden sind (Fantastic Beasts and Where to Find Them)
- 2016: Ben Hur
- 2016: Jack Reacher: Kein Weg zurück (Jack Reacher: Never Go Back)
- 2016–2019: Game of Thrones (Fernsehserie)
- 2017: Transformers: The Last Knight
- 2017: Valerian – Die Stadt der tausend Planeten (Valerian and the City of the Thousand Planets)
- 2017: Dunkirk
- 2017–2024: Star Trek: Discovery (Fernsehserie)
- 2018: Mission: Impossible – Fallout
- 2018: Phantastische Tierwesen: Grindelwalds Verbrechen (Fantastic Beasts: The Crimes of Grindelwald)
- 2018: Bumblebee
- 2018: Spider-Man: A New Universe (Spider-Man: Into the Spider-Verse)
- 2019: Annabelle 3 (Annabelle Comes Home)
- 2019: Once Upon a Time in Hollywood
- 2019: Marriage Story
- 2019: Zombieland: Doppelt hält besser (Zombieland: Double Tap)
- 2020–2023: Star Trek: Picard (Fernsehserie)
- 2020: Sonic the Hedgehog
- 2020: The Gentlemen
- 2020: Chaos auf der Feuerwache (Playing with Fire)
- 2020: Tenet
- 2021: The Little Things
- 2021: Dune
- 2021: Ghostbusters: Legacy
- 2022: Sonic the Hedgehog 2
- 2022: Phantastische Tierwesen: Dumbledores Geheimnisse (Fantastic Beasts: The Secrets of Dumbledore)
- 2022: House of the Dragon (Fernsehserie)
- 2023: John Wick: Kapitel 4 (John Wick: Chapter 4)
- 2023: Mission: Impossible – Dead Reckoning Teil Eins (Mission: Impossible – Dead Reckoning Part One)
- 2023: Oppenheimer
- 2023: Gran Turismo

## Auszeichnungen
Deutscher Synchronpreis 2019
- Auszeichnung für die Mitwirkung als Dialogbuchautor bei Game of Thrones in der Kategorie Beste Dramaserie

Deutscher Synchronpreis 2020
- Auszeichnung für die Mitwirkung als Dialogbuchautor bei Once Upon a Time in Hollywood in der Kategorie Beste Komödie
- Nominierung für die Mitwirkung als Dialogbuchautor bei Star Trek: Picard in der Kategorie Beste Dramaserie

Deutscher Synchronpreis 2021
- Nominierung für die Mitwirkung als Dialogbuchautor bei Tenet in der Kategorie Bestes Drama
- Nominierung für die Mitwirkung als Dialogbuchautor bei Star Trek: Lower Decks in der Kategorie Beste Animationsserie